# Pigler Andor
Pigler Andor (Budapest, Józsefváros, 1899. július 29. – Budapest, 1992. október 1.) Kossuth- és Széchenyi-díjas muzeológus, művészettörténész.

## Életpályája

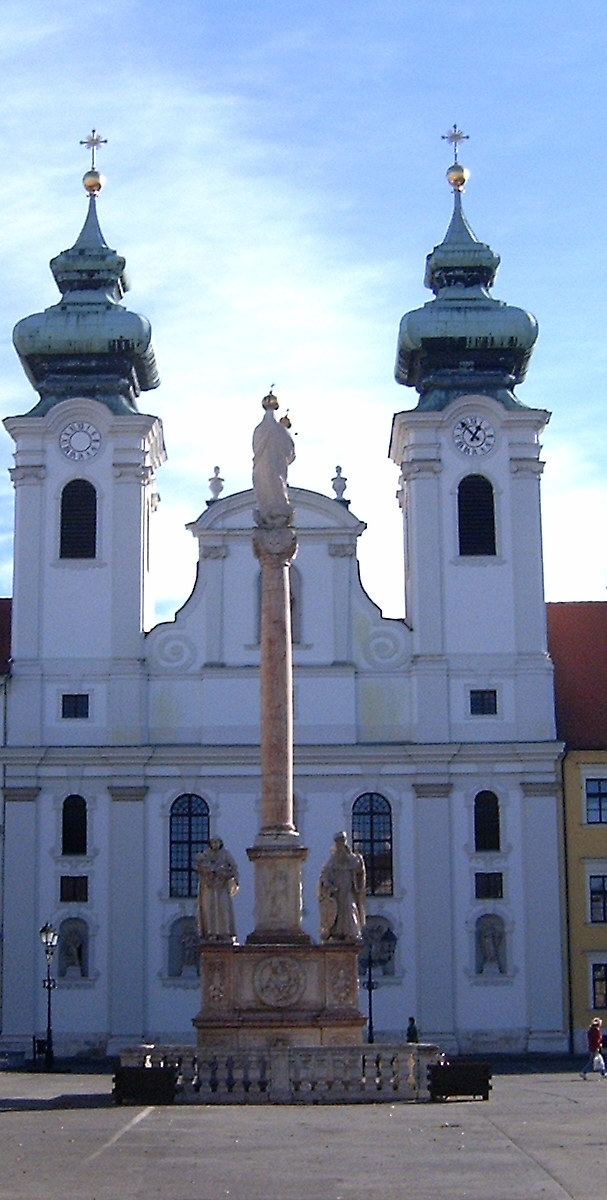
A Loyolai Szent Ignác bencés templom homlokzata (előtérben a Mária oszlop látható)

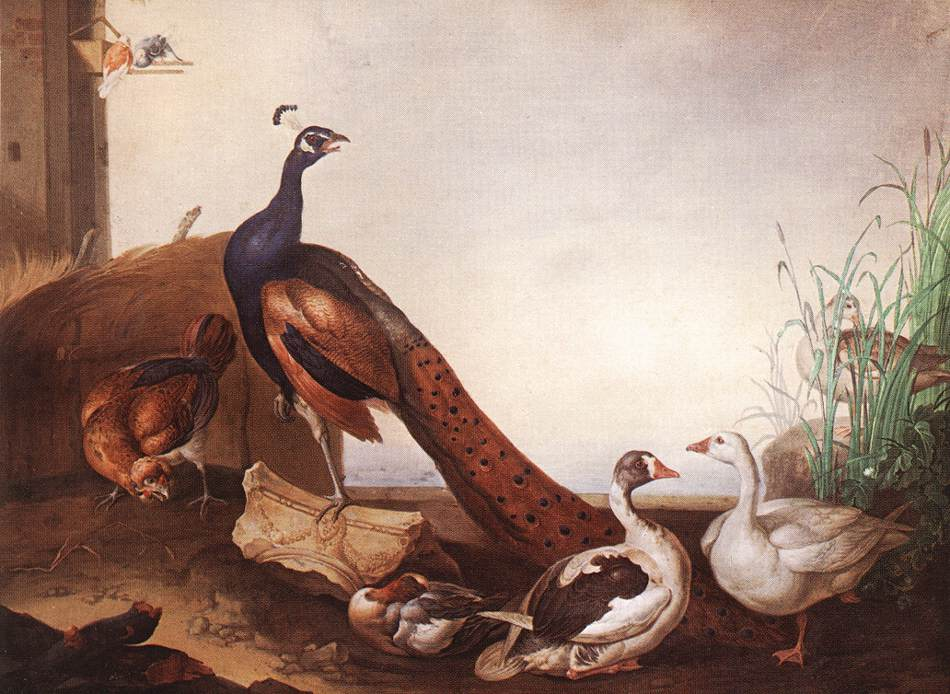
Bogdány Jakab
Páva libákkal és tyúkokkal
Szépművészeti Múzeum

Pigler Lipót Bertalan (1874–1903) kereskedelemügyi minisztériumi segédfogalmazó és Baumann Anna Jozefa (1876–1948) fia. A híres Budapest-Fasori Evangélikus Gimnáziumban érettségizett, majd a Pázmány Péter Tudományegyetemen tanult és doktorált művészettörténetből. A kommunista rendszer bevezetése után a szovjet szisztéma szerint működő tudományos fokozatot is megszerezte, a művészettörténeti tudományok kandidátusa lett. A Szépművészeti Múzeum munkatársaként működött 1922-től, 1956–1964 között főigazgatóként. A múzeum Régi Képtárát 1957–58-ban szervezte újjá, ezzel összefüggésben elkészítette a Régi Képtár illusztrált katalógusát, amely mára már fontos művelődéstörténeti dokumentum, később mintegy 200 festményt mutatott be a régi képtár anyagából önálló kötetben. Művészettörténeti tanulmányai az európai festészettel foglalkoznak, különös tekintettel a 17–18. századi barokk stílusra. Az irodalom és a barokk festészet összefüggéseinek is jeles kutatója volt, elsősorban ikonográfiai vonatkozású írásait külföldi szakfolyóiratok is közreadták.

## Kötetei (válogatás)
- Olasz freskóciklus : a Szépművészeti Múzeumban. Budapest : Apostol Ny., 1921. (A Budapesti Kir. m. Pázmány Péter Tud. Egyetem Művészettörténeti Gyűjteményének Dolgozatai ; 1.).
- A győri Szent Ignác-templom és mennyezetképei. Budapest : Budavári Tudományos Társaság, 1923.
- Bogdány Jakab : 1660-1724. Budapest : Országos Magyar Szépművészeti Múzeum, 1941.
- Barockthemen : eine Auswahl von Verzeichnissen zur Ikonographie des 17. und 18. Jahrhunderts. [Budapest] : Akademie Verlag, 1956. (Vallásos festészet, ikonográfia)
- A pápai plébániatemplom és mennyezetképei. [... fotó Babos János ..., Szelényi Károly ...]. Pápa : Jókai Vár. Kvt., 1998. – 87 p., [20] t. : ill., részben színes ; (Jókai reprint, ISSN 1417-3123 ; 9.). Az 1922-ben a Budavári Tudományos Társaság által a "Pázmány Péter Tudomány Egyetem Művészettörténeti Gyűjteményének dolgozatai" c. sorozat 2. tagjaként megjelent mű reprintje. ISBN 963-03-5195-1

## Díjai, elismerései
- Kossuth-díj (1955)
- Széchenyi-díj (1990)
- Herder-díj (1991)